# مقبره مولانا سید حسن ولی
مقبره مولانا سید حسن ولیدر استان مازندران بخش لاریجان واقع در جاده هراز  و در بخش لاریجان روستا نیاک قرار دارد. سید حسن ولی مرد زاهد و عارف ای بود از نسل امام حسن مجتبی (ع) که در سال ۸۵۶ هجری قمری وفات یافت. این مکان زیارتی به فاصله یک کیلومتری با جاده اصلی هراز قرار دارد و همه ساله میزبان علاقه مندان از اقصی نقاط کشور در تمام فصول به ویژه در اردیبهشت ماه و درمراسم برف چال می‌باشد.
در این مکان در کنار مقبره درویش تاج الدین سید حسن ولی ، قبری است متعلق به برادر وی سید عالی (سید علی) و قبری از یکی از دراویش و مریدان سید ولی، درویش سهراب که قبر و مزار این بزرگواران وجود دارد که در سنوات مختلف زمان بازسازی گردیده است. سید حسن ولی در ۷۲ سالگی و (بدون آنکه ازدواج کند ، به روایتی) به سال ۸۶۵ ه. ق در گذشته است.